# Aston Martin Valkyrie AMR-LMH
Der Aston Martin Valkyrie AMR-LMH ist ein Prototyp, der 2024 bei Multimatic Motorsports für Sportwagenrennen entwickelt wurde.

## Entwicklungsgeschichte und Technik
Aston Martin war einer der ersten Hersteller, die 2019 Pläne für einen Einstieg in die neue Le-Mans-Hypercar-Klasse bekannt gaben. Ab der FIA-Langstrecken-Weltmeisterschaft 2021 sollten neben zwei Werkswagen zwei weitere Fahrzeuge durch R-Motorsport eingesetzt werden. Das Unternehmen stoppte das Projekt Anfang 2020, offiziell, weil der ACO mit den LMDHs eine zweite Hypercar-Variante schuf und damit die ursprüngliche Idee der Fahrzeugkonzeption untergrub. Dahinter stand aber eher das verstärkte Engagement von Aston Martin GP in der Formel 1, das fast alle vorhandenen Ressourcen band.
Die erneute Ankündigung, nunmehr doch ein Hypercar entwickeln zu wollen, kam deshalb überraschend. Das Auto, das jetzt als Valkyrie AMR-LMH bekannt ist, wurde im Sommer 2024 im Vorfeld von Aston Martin und dem Einsatzteam The Heart of Racing auf dem Silverstone Circuit und dem Donington Park von den Fahrern Darren Turner, Harry Tincknell und Mario Farnbacher einem umfangreichen Testprogramm unterzogen. Im Gegensatz zu den meisten Le-Mans-Hypercars, die mit einem Hybridsystem fahren, wurde der Valkyrie AMR-LMH für den Betrieb ohne ein solches entwickelt. Die Konstruktion ähnelt der des Glickenhaus SCG 007 LMH und des Vanwall Vandervell 680. Das Auto hat den gleichen 6,5 Liter großen V-Zwölfzylinder-Aston-Martin-Cosworth-Motor wie alle Versionen des Valkyrie-Sportwagens, jedoch mit weit weniger Leistung, da die Balance of Performance bei der Hypercar-Klasse rund 500 kW (680 PS) zulässt. Aktuell (Stand Le Mans 2025) darf der Aston Martin Valkyrie AMR-LMH mit 522 kW (710 PS) fahren.

## Die Renngeschichte
Im Dezember gab das Unternehmen mit Harry Tincknell, Tom Gamble, Ross Gunn, Alex Riberas, Marco Sørensen und Roman De Angelis die sechs Fahrer für die beiden Einsatzfahrzeuge bekannt.

## Statistik

### Einzelergebnisse in der FIA-Langstrecken-Weltmeisterschaft
| Saison | Team                   | Startnummer | Fahrer                                       | 1   | 2   | 3   | 4   | 5   | 6   | 7   | 8   |
| ------ | ---------------------- | ----------- | -------------------------------------------- | --- | --- | --- | --- | --- | --- | --- | --- |
| 2025   | Aston Martin THOR Team | 007         | Tom Gamble Ross Gunn Harry Tincknell         | KAT | IMO | SPA | LEM | SAO | AUS | FUJ | BAH |
| 2025   | Aston Martin THOR Team | 007         | Tom Gamble Ross Gunn Harry Tincknell         | DNF | 18  | 13  | 14  | 16  |     |     |     |
| 2025   | Aston Martin THOR Team | 009         | Roman De Angelis Alex Riberas Marco Sørensen | KAT | IMO | SPA | LEM | SAO | AUS | FUJ | BAH |
| 2025   | Aston Martin THOR Team | 009         | Roman De Angelis Alex Riberas Marco Sørensen | 17  | 17  | 14  | 12  | 13  |     |     |     |

### Einzelergebnisse in der IMSA WeatherTech SportsCar Championship
| Saison | Team                   | Startnummer | Fahrer                                  | 1   | 2   | 3   | 4   | 5   | 6   | 7   | 8   | 9   | 10  | 11  |
| ------ | ---------------------- | ----------- | --------------------------------------- | --- | --- | --- | --- | --- | --- | --- | --- | --- | --- | --- |
| 2025   | Aston Martin THOR Team | 23          | Roman De Angelis Ross Gunn Alex Riberas | DAY | SEB | LGB | LSC | DET | WAT | MOS | ROA | VIR | IND | PLM |
| 2025   | Aston Martin THOR Team | 23          | Roman De Angelis Ross Gunn Alex Riberas |     | 9   | 8   | 10  | 8   | 9   |     | 6   |     |     |     |